# Big Bear City
Big Bear City és una concentració de població designada pel cens dels Estats Units a l'estat de Califòrnia. Segons el cens del 2000 tenia 5.779 habitants.

## Demografia
Segons el cens del 2000, Big Bear City tenia 5.779 habitants, 2.290 habitatges, i 1.603 famílies. La densitat de població era de 643 habitants/km².
Dels 2.290 habitatges en un 32,3% hi vivien nens de menys de 18 anys, en un 54,1% hi vivien parelles casades, en un 10,8% dones solteres, i en un 30% no eren unitats familiars. En el 23,6% dels habitatges hi vivien persones soles el 8,9% de les quals corresponia a persones de 65 anys o més que vivien soles. El nombre mitjà de persones vivint en cada habitatge era de 2,52 i el nombre mitjà de persones que vivien en cada família era de 2,97.
Per edats la població es repartia de la següent manera: un 26,5% tenia menys de 18 anys, un 6,9% entre 18 i 24, un 27,3% entre 25 i 44, un 25,9% de 45 a 60 i un 13,3% 65 anys o més.
L'edat mediana era de 39 anys. Per cada 100 dones de 18 o més anys hi havia 96 homes.
La renda mediana per habitatge era de 35.615 $ i la renda mediana per família de 42.995 $. Els homes tenien una renda mediana de 33.994 $ mentre que les dones 20.844 $. La renda per capita de la població era de 19.301 $. Entorn del 5,1% de les famílies i el 6,6% de la població estaven per davall del llindar de pobresa.

## Poblacions properes
El següent diagrama mostra les poblacions més properes.